# إلتواء الرمال (فلم بريطاني)
فيلم إلتواء الرمال A Twist of Sand هو فيلم مغامرات بريطاني صدر عام 1968 من إخراج دون شافي وبطولة ريتشارد جونسون وجيريمي كيمب وهونور بلاكمان وبيتر فوجان  استنادًا إلى رواية لجيفري جينكينز.

## قصة الفيلم
ضابط سابق في البحرية البريطانية يكنسب المال الآن عن طريق تهريب البضائع حول البحر الأبيض المتوسط. بعد إجباره على تفريغ شحنته عندما كادت السلطات في مالطا القبض عليه فإنه حريص على تعويض خسائره. عندها يظهر زميل سابق يروي قصة جامحة عن تهريب الماس من جنوب غرب إفريقيا، فيرى فرصته لكسب الكثير من المال هناك. تم إخفاء الماس في حطام سفينة مدفونة في الكثبان الرملية لساحل الهيكل العظمي في ناميبيا.
في ذكريات الماضي المتكررة، يسترجع القبطان تجاربه في زمن الحرب كقائد لغواصة تابعة للبحرية الملكية البريطانية أُرسلت إلى مياه جنوب إفريقيا لتدمير قارب U-Boat التجريبي.

## الشخصيات
- ريتشارد جونسون في دور جيفري بيس
- تكريم بلاكمان بدور جولي تشامبوا
- جيريمي كيمب في دور هاري ريكر
- بيتر فوغان في دور يوهان
- روي دوتريس بدور ديفيد كارلاند
- جاي دولمان كقائد لقارب دورية
- جاك ماي بصفته مفتش شرطة الأمن الماسي
- كينيث كوب في دور ضابط العلم
- توني كونتر في دور سونارمان التون
- كليفورد إيفانز في دور الأدميرال ترينغهام

## الإنتاج
باع جيفري جينكينز في البداية حقوق روايته لعام 1959 للمخرجة نونالي جونسون في شركة 20th Century Fox. كان جونسون ينوي كتابة السيناريو بنفسه وأن يلقي روبرت ميتشوم وديبورا كير بأدوار البطولة. 

## الروابط الخارجية
- إلتواء الرمال  في قاعدة بيانات الأفلام على الإنترنت (بالإنجليزية)